# 高升 (足球运动员)
高升（1962年5月10日—），中国足球教练，已退役的中国足球运动员，辽宁省沈阳市人。球员时代，高升曾在“十连冠”时期的辽宁队效力，担任主力后腰。1991年，高升前往日本，加盟川崎前鋒的前身富士通，并在该队退役。退役后，高升在川崎前鋒、葫芦岛宏运、辽宁、杭州绿城担任过助理教练或梯队教练。2013年底，高升被任命为中超球队辽宁宏运主教练，次年中超联赛五轮比赛之后下课。

## 球员生涯

### 俱乐部
高升出道于辽宁队。1983年，高升由辽宁队二队上调至辽宁队一队。1984年，辽宁队开启“十连冠”的辉煌时代，这期间高升是球队主力。1984年，辽宁队拿到首届中国足协杯冠军。1985年，拿到全国足球甲级联赛冠军。1986年，再次夺得足协杯冠军。1987年，再次夺得甲级联赛冠军。1988年，成功在甲级联赛卫冕。1989年亚洲俱乐部锦标赛夺冠。1990年至1992年间辽宁队连续三次夺得甲A联赛冠军。但在此时，高升离开了辽宁队，受沈祥福之邀，于1991年加盟日本球队富士通（川崎前鋒的前身）。在富士通效力5年之后，高升退役。

### 国家队
高升曾在1981年入选中国国奥队。1983年，高升进入中国国家足球队，后来担任主力后腰。1987年，奥运会资格赛主场与日本队的比赛中，高升的头部被对方球员踢破，高升头缠绷带打完了比赛，赛后头部被缝了11针。客场对阵日本队，中国队2比0获胜，高升随中国队首次进军奥运会足球比赛。1988年汉城奥运会，高升继续担任主力，但中国队三战皆负，一球未进，小组赛被淘汰。1989年，意大利世界杯预选赛上中国队连续两次经历“黑色三分钟”，被淘汰出局。1988年底，中国队在1988年亞洲盃足球賽中夺得殿军，小组赛与叙利亚的比赛中高升打入一球。1990年，在中国举行的亚运会上，中国国家足球队于国庆之夜败于泰国队，无缘四强，这一届国家队也就此解散，高升退出了国家队，离开辽宁队，加盟了日本球队富士通。

## 教练生涯
高升退役之后，定居日本，在富士通担任青年队教练，工作了5年。2001年底，高升接受辽宁省体育局局长崔大林的邀请，孤身一人回国，加盟辽宁青年队葫芦岛宏运担任助理教练。2003年1月，高升接替上调国家队的李树斌，担任辽宁队助理教练。后来，辽宁队改而派他担任预备队教练、足校教练。高升在辽宁队过得并不如意，2006年底，高升辞去辽宁队的工作，再次前往日本，担任川崎前鋒梯队教练。2011年底，高升接到即将赴华执教的冈田武史的邀请，担任杭州绿城的助理教练。2013年底，冈田武史离开杭州绿城。不久，辽宁宏运足球俱乐部于11月27日宣布聘请高升接替马林，担任俱乐部主教练，签约三年。辽宁宏运本打算邀请傅博执教，无奈中国足协不放人，最后选择了高升。辽宁宏运2014赛季的目标是保级。2014年中超联赛前几轮，辽宁宏运表现不佳。第三轮比赛客场0比1输给山东鲁能之后，高升向俱乐部提出辞职，但被俱乐部拒绝。高升继续带队打完了前五轮比赛，球队只赢了一场（主场3比0胜升班马哈尔滨毅腾），高升再次辞职，这次俱乐部接受了他的辞呈，派助理教练陈洋暂时代理主教练一职。

## 荣誉

### 球员时期
辽宁队
- 全国足球甲级联赛冠军（3）：1985，1987，1988
- 中国足球甲A联赛冠军（1）：1990
- 中国足协杯冠军（2）：1984，1986
- 亚洲俱乐部锦标赛冠军（1）：1989

## 个人
1990年，高升与一名日本女子结婚。高升的儿子高宇洋也是足球运动员，现在效力于川崎前锋梯队，已入日本籍，曾经入选日本U14国家足球队。 高升还有一个女儿 。

## 外部連結
- 高升 – FIFA國際賽競賽紀錄 (存檔)